# Sushmita Banerjee
Sushmita Banerjee, nota anche come Sushmita Bandhopadhyay e Sayeda Kamala (Calcutta, 1963 o 1964 – Paktika, 4 o 5 settembre 2013), è stata una scrittrice e attivista indiana.
I suoi lavori includono il libro di memorie Kabuliwalar Bangali Bou (1997) basato sulla sua esperienza di matrimonio con un afghano e sul periodo trascorso in Afghanistan durante il dominio talebano. La storia è stata utilizzata come base per il film di Bollywood Escape from Taliban. È stata uccisa all'età di 57 anni da sospetti militanti talebani la sera del 4 settembre o nelle prime ore del mattino del 5 settembre 2013, fuori dalla sua abitazione nella provincia di Paktika, in Afghanistan.

## Biografia
Sushmita Banerjee è nata a Calcutta da una famiglia bengalese della classe media. Suo padre lavorava nel dipartimento della protezione civile e sua madre era una casalinga. Era l'unica sorella dei suoi tre fratelli. Ha incontrato per la prima volta il suo futuro marito Janbaz Khan, un uomo d'affari afghano, durante una prova teatrale a Calcutta e lo ha sposato il 2 luglio 1988. Il matrimonio è avvenuto in segreto a Calcutta, poiché temeva che i suoi genitori si sarebbero opposti. Quando i suoi genitori hanno cercato di farli divorziare, è fuggita in Afghanistan con Khan. Ha poi scoperto che suo marito aveva una prima moglie, Gulguti. Nel suo libro, Gulguti è descritta come una delle mogli di suo cognato. Sebbene scioccata, ha continuato a vivere nella casa ancestrale di Khan nel villaggio di Patiya, con i suoi tre cognati, le loro mogli e i figli. Khan in seguito tornò a Calcutta per continuare la sua attività, ma Banerjee non poté tornare.
Banerjee fece due tentativi falliti di fuggire dall'Afghanistan. Venne catturata e tenuta agli arresti domiciliari. Fu emessa una fatwa contro di lei e la sua morte era prevista per il 22 luglio 1995. Con l'aiuto del capo villaggio, alla fine riuscì a fuggire. Raggiunse Kabul e prese un volo di ritorno per Calcutta il 12 agosto 1995.
Visse in India fino al 2013 e pubblicò diversi libri. Tornata in Afghanistan, lavorò come operatrice sanitaria nella provincia di Paktika, nel sud-est dell'Afghanistan, e iniziò a filmare la vita delle donne locali.

## Morte
Secondo la polizia afgana, sospetti terroristi talebani entrarono con la forza nella sua casa a Paktika la notte del 4 settembre 2013. Legarono suo marito e fuggirono con lei. Il suo cadavere venne ritrovato nelle prime ore del giorno successivo alla periferia della capitale provinciale Sharana. Il corpo aveva 20 segni di fori di proiettile. La polizia ha ipotizzato che potesse essere stata presa di mira per vari motivi.  I talebani hanno negato il coinvolgimento. Successivamente, un portavoce di un gruppo di milizie talebane rinnegate ha annunciato di aver ucciso Banerjee perché credevano che fosse "una spia indiana". 

## Libri
Sushmita Banerjee ha scritto Kabuliwalar Bangali Bou ("La moglie bengalese di un kabulese") nel 1995,  da cui nel 2003 è stato tratto Escape from Taliban, un film di Bollywood interpretato da Manisha Koirala. È autrice di Talibani Atyachar—Deshe o Bideshe ("Atrocità talebane in Afghanistan e all'estero"), Mullah Omar, Taliban O Ami ("Mullah Omar, Talebano, ed io") (2000), Ek Borno Mithya Noi ( Not a Word is a Lie ) (2001) e Sabhyatar Sesh Punyabani.